# Tecnologías de hidrógeno
Las tecnologías de hidrógeno   son aquellas tecnologías relacionadas con la economía de hidrógeno y con los diversos métodos de creación, almacenamiento y proceso del hidrógeno. Las tecnologías del hidrógeno pueden desempeñar un papel importante en la prevención del cambio climático y crear energía limpia para muchos usuarios.
Algunas compañías han apostado estratégicamente por un futuro energético basado en las tecnologías de hidrógeno, una corriente que ha dado lugar al concepto de Sociedad del Hidrógeno. Por ejemplo, el fabricante de automóviles japonés Honda, la única firma que ha obtenido la homologación para comercializar su vehículo impulsado por este sistema, el FCX Clarity, en Japón y Estados Unidos, ha desarrollado también la Home Energy Station, (HES), un sistema autónomo y doméstico que permite obtener hidrógeno a partir de energía solar fotovoltaica para repostar vehículos de pila de combustible y aprovechar el proceso para generar electricidad y agua caliente para el hogar. 
En septiembre de 2009, diferentes compañías (Honda, Daimler AG, Ford Motor Company, General Motors Corporation/Opel, Hyundai Motor Company, Kia Motors Corporation, la alianza Renault SA y Nissan Motor Corporation y Toyota Motor Corporation), firmaron un acuerdo para homogeneizar el desarrollo y la introducción al mercado de vehículos eléctricos impulsados con pila de combustible, lo que se consideró un gran paso hacia la producción en serie de vehículos de cero emisiones. En el acuerdo, las compañías anticipaban que a partir del año 2015 una cantidad significativa de vehículos eléctricos con pila de combustible podrían ser comercializados.
La siguiente lista muestra enlaces a artículos relacionados con la tecnología del hidrógeno:

## Producción de hidrógeno
- Fotosíntesis artificial

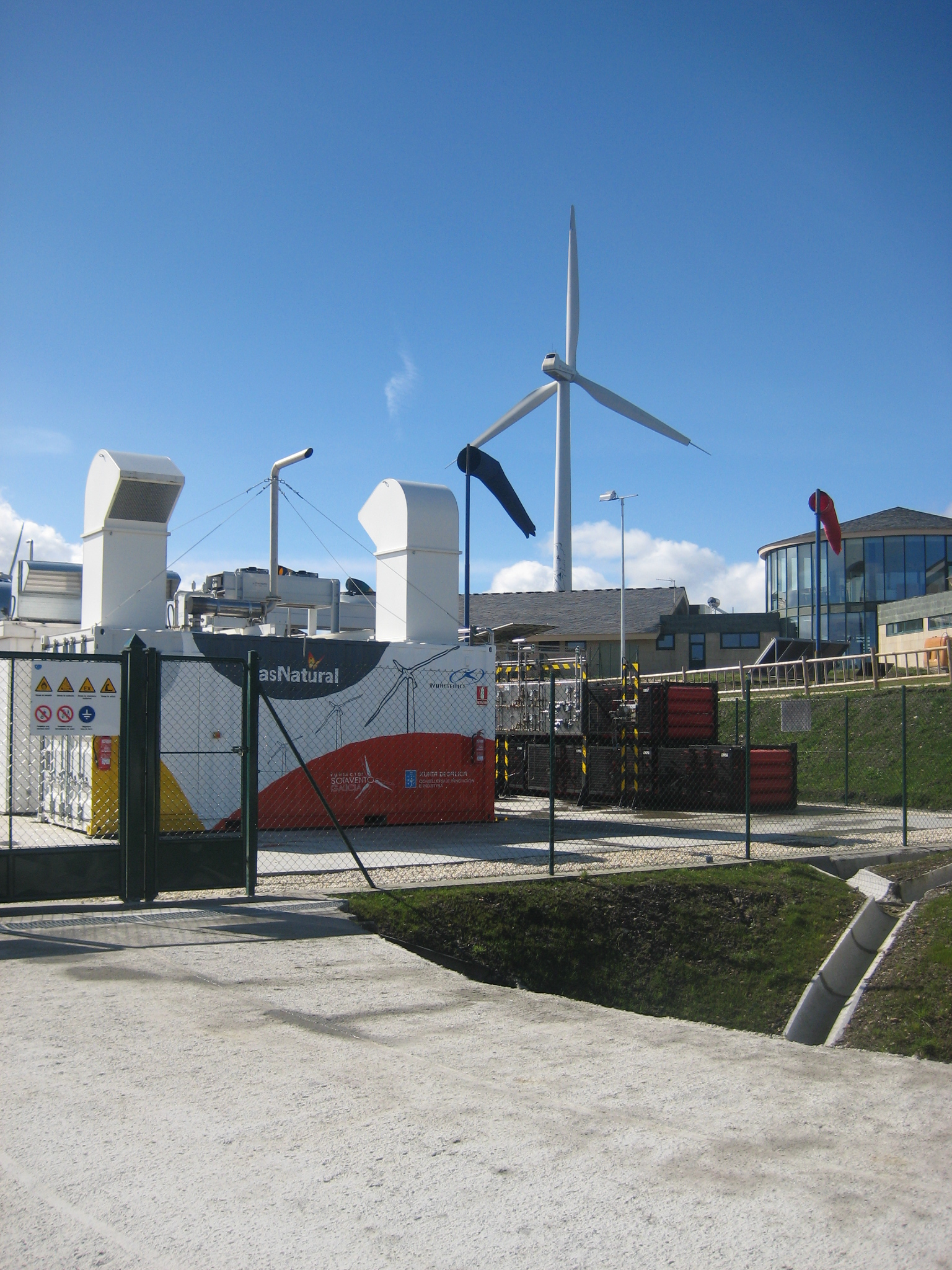
Planta de Acumulación de Energía Eólica en forma de Hidrógeno en Sotavento (Galicia)

- Producción biológica del hidrógeno
- Electrólisis del agua
- Hidrólisis
- Céldas electroquímicas
- Reformado con vapor
- Ciclo del azufre-yodo

## Pilas de combustible
- Pila de combustible alcalina (AFC)
- Pila de combustible de hidruro de boro directa (DBFC)
- Pila de combustible de etanol directa (DEFC)
- Pila de combustible de metanol directa (DMFC)
- Pila de combustible electro-galvánica (EGFC)
- Batería líquida (RFC)
- Pila de combustible de ácido fórmico (FAFC)
- Pila de combustible de metal hidruro (MHFC)
- Celda de combustible biológica (CCB)
- Pila de combustible de carbono fundido (MCFC)
- Pila de combustible de ácido fosfórico (PAFC)
- Célula fotoelectroquímica (PEC)
- Pila de combustible de membrana de intercambio de protones(PEMFC)
- Pila de combustible protónica cerámica (PCFC)
- Pila de combustible reversible (RFC)
- Pila de combustible de óxido sólido (SOFC)

## Infraestructuradel hidrógeno
- Compresor de hidrógeno
- Autopistas de hidrógeno
- Test de fugas de hidrógeno
- Microsensor de hidrógeno
- Analizador de hidrógeno
- Tuberías de hidrógeno
- Estación de energía del hogar
- Zero Regio

### Almacenamiento de hidrógeno
- Hidrógeno comprimido
- Hidrógeno líquido
- Hidruros metálicos
- Nanotubos de carbono
- Estación de hidrógeno

## Vehículos de hidrógeno

### Dirigibleshistóricos por hidrógeno
- Hindenburg

### Automóvilesde hidrógeno
- Honda FCX Clarity
- BMW H2R
- BMW Hydrogen 7
- Chrysler Natrium
- Fiat Panda Hydrogen
- Fuel Cell Bus Club
- General Motors Hy-wire
- General Motors Sequel
- Mercedes-Benz F-Cell
- Morgan LIFEcar
- Peugeot Quark

### Avionesde hidrógeno
- Hyfish
- Smartfish
- Tupolev Tu-155-Versión de hidrógeno Tu-154[1]

## Tecnologías relacionadas

### Medioambientales
- Digestión anaeróbica
- Syngas

### Nuclear
- Reactor cuarta generación
- Bomba de hidrógeno

### Química orgánica
- Deshidrogenación
- Hidrogenación
- Hidrogenólisis

## Miscelánea
- Soldador atómico de hidrógeno
- Llama de Oxyhidrógeno
- Electrodo estándar de hidrógeno
- Electrodo de Paladio-Hydrógeno
- Protección catódica
- Voltímetro Hofmann
- Efecto Joule-Thomson
- Ion de hidrógeno
- Estatorreactor Bussard
- Lámpara de Döbereiner

- Refrigeración por absorción
- Compresor de diafragma
- Diafragma metálico
- Compresor térmico de hidrógeno
- Compresión electroquímica

- Degradación por hidrógeno
- Fragilidad por hidrógeno